# Championnats de Belgique d'athlétisme 2012
En 2012 les Championnats de Belgique d'athlétisme toutes catégories se sont tenus les 16 et 17 juin au stade Roi-Baudouin à Bruxelles.
Trois records de Belgique ont été améliorés durant ces championnats. Kévin Borlée a couru dans la série de 400 m en un temps de 44 s 56, améliorant le record de son frère Jonathan de quinze centièmes de seconde, qui était jusqu'alors le deuxième meilleur temps mondial de l'année.
Anne Zagré a amélioré le record du 100 m haies dans une confrontation directe avec la détentrice du record en 12 s 92, une amélioration du temps d'Eline Berings de deux centièmes de seconde.
Jolien Boumkwo a lancé le marteau à 58,67 m. Ce qui fait 20 cm de plus que son propre record national d'un mois plus tôt.
L'épreuve des 10 000 mètres hommes et dames se sont déroulés le samedi 5 mai à La Louvière. Le lancer du marteau s'est déroulé le 17 juin à Nivelles.  Le 3 000 m steeple femmes s'est déroulé le 3 août à Liège.

## Résultats courses

### 100 m
| rang               | athlète            | prestation |
| ------------------ | ------------------ | ---------- |
| Médaille d'or      | Julien Watrin      | 10 s 47    |
| Médaille d'argent  | Damien Broothaerts | 10 s 53    |
| Médaille de bronze | Chamberry Muaka    | 10 s 88    |

| rang               | athlète       | prestation |
| ------------------ | ------------- | ---------- |
| Médaille d'or      | Anne Zagré    | 11 s 42    |
| Médaille d'argent  | Olivia Borlée | 11 s 55    |
| Médaille de bronze | Hanne Claes   | 11 s 58    |

### 200 m
| rang               | athlète         | prestation |
| ------------------ | --------------- | ---------- |
| Médaille d'or      | Jonathan Borlée | 20 s 32    |
| Médaille d'argent  | Julien Watrin   | 20 s 90    |
| Médaille de bronze | Lars Herreman   | 21 s 38    |

| rang               | athlète       | prestation |
| ------------------ | ------------- | ---------- |
| Médaille d'or      | Hanne Claes   | 23 s 33    |
| Médaille d'argent  | Olivia Borlée | 23 s 34    |
| Médaille de bronze | Hanna Mariën  | 23 s 37    |

### 400 m
| rang               | athlète         | prestation |
| ------------------ | --------------- | ---------- |
| Médaille d'or      | Kévin Borlée    | 44 s 63    |
| Médaille d'argent  | Antoine Gillet  | 46 s 03    |
| Médaille de bronze | Jente Bouckaert | 46 s 25    |

| rang               | athlète         | prestation |
| ------------------ | --------------- | ---------- |
| Médaille d'or      | Sofie Daelemans | 55 s 26    |
| Médaille d'argent  | Lyndsy Cosyns   | 55 s 53    |
| Médaille de bronze | Isaura Rossaert | 56 s 70    |

### 800 m
| rang               | athlète               | prestation    |
| ------------------ | --------------------- | ------------- |
| Médaille d'or      | Pierre Antoine Balhan | 1 min 51 s 43 |
| Médaille d'argent  | Joren Bouckaert       | 1 min 52 s 26 |
| Médaille de bronze | Joachim Cardillo      | 1 min 52 s 54 |

| rang               | athlète           | prestation    |
| ------------------ | ----------------- | ------------- |
| Médaille d'or      | Mariska Parewyck  | 2 min 10 s 50 |
| Médaille d'argent  | Charlotte Debroux | 2 min 10 s 63 |
| Médaille de bronze | Sara Segers       | 2 min 12 s 71 |

### 1 500 m
| rang               | athlète              | prestation    |
| ------------------ | -------------------- | ------------- |
| Médaille d'or      | Kristof Van Malderen | 3 min 45 s 67 |
| Médaille d'argent  | Ali Hamdi            | 3 min 46 s 14 |
| Médaille de bronze | Geoffrey Marrion     | 3 min 48 s 52 |

| rang               | athlète                 | prestation    |
| ------------------ | ----------------------- | ------------- |
| Médaille d'or      | Veerle Dejaeghere       | 4 min 21 s 42 |
| Médaille d'argent  | Rosemary Mbenya Kithusi | 4 min 23 s 30 |
| Médaille de bronze | Natalie Ameloot         | 4 min 30 s 02 |

### 5 000 m
| rang               | athlète            | prestation     |
| ------------------ | ------------------ | -------------- |
| Médaille d'or      | Mats Lunders       | 13 min 58 s 02 |
| Médaille d'argent  | Jean Pierre Weerts | 14 min 00 s 97 |
| Médaille de bronze | Maarten Van Steen  | 14 min 16 s 69 |

| rang               | athlète             | prestation     |
| ------------------ | ------------------- | -------------- |
| Médaille d'or      | Veerle Van Linden   | 16 min 16 s 36 |
| Médaille d'argent  | Selien De Schrijder | 16 min 22 s 60 |
| Médaille de bronze | Nathalie Loubele    | 16 min 48 s 20 |

### 10 000 m
| rang               | athlète              | prestation     |
| ------------------ | -------------------- | -------------- |
| Médaille d'or      | Michael Brandenbourg | 29 min 26 s 22 |
| Médaille d'argent  | Mats Lunders         | 29 min 27 s 99 |
| Médaille de bronze | Maarten Van Steen    | 29 min 29 s 78 |

| rang               | athlète                | prestation     |
| ------------------ | ---------------------- | -------------- |
| Médaille d'or      | Tulu Ferahiwat Gamachu | 35 min 25 s 60 |
| Médaille d'argent  | Els Rens               | 36 min 11 s 22 |
| Médaille de bronze | Evelin Van Haveren     | 36 min 18 s 82 |

## Résultats obstacles

### 110 m haies/100 m haies
| rang               | athlète            | prestation |
| ------------------ | ------------------ | ---------- |
| Médaille d'or      | Adrien Deghelt     | 13 s 64    |
| Médaille d'argent  | Damien Broothaerts | 13 s 73    |
| Médaille de bronze | Quentin Ruffacq    | 14 s 07    |

| rang               | athlète         | prestation |
| ------------------ | --------------- | ---------- |
| Médaille d'or      | Anne Zagré      | 12 s 92    |
| Médaille d'argent  | Eline Berings   | 12 s 95    |
| Médaille de bronze | Elisabeth Davin | 13 s 54    |

### 400 m haies
| rang               | athlète          | prestation |
| ------------------ | ---------------- | ---------- |
| Médaille d'or      | Michaël Bultheel | 49 s 60    |
| Médaille d'argent  | Tim Rummens      | 50 s 91    |
| Médaille de bronze | Jori Stroobants  | 51 s 76    |

| rang               | athlète         | prestation    |
| ------------------ | --------------- | ------------- |
| Médaille d'or      | Axelle Dauwens  | 57 s 22       |
| Médaille d'argent  | Eva Duinslaeger | 1 min 00 s 76 |
| Médaille de bronze | Katrijn Boone   | 1 min 01 s 64 |

### 3 000 m steeple
| rang               | athlète            | prestation    |
| ------------------ | ------------------ | ------------- |
| Médaille d'or      | Krijn Van Koolwijk | 8 min 48 s 90 |
| Médaille d'argent  | Jonathan Dekeyser  | 9 min 04 s 90 |
| Médaille de bronze | Bert Misplon       | 9 min 06 s 11 |

| rang               | athlète              | prestation     |
| ------------------ | -------------------- | -------------- |
| Médaille d'or      | Veerle Dejaeghere    | 10 min 11 s 39 |
| Médaille d'argent  | Claire Michel        | 10 min 18 s 98 |
| Médaille de bronze | Anne Sophie Marechal | 10 min 53 s 13 |

## Résultats sauts

### Saut en longueur
| rang               | athlète             | prestation |
| ------------------ | ------------------- | ---------- |
| Médaille d'or      | Nicolas Stempnick   | 7,65 m     |
| Médaille d'argent  | Cedric Nolf         | 7,51 m     |
| Médaille de bronze | Mathias Broothaerts | 7,46 m     |

| rang               | athlète          | prestation |
| ------------------ | ---------------- | ---------- |
| Médaille d'or      | Jesse Vercruysse | 5,99 m     |
| Médaille d'argent  | Els De Wael      | 5,99 m     |
| Médaille de bronze | Wendy Van Leuven | 5,92 m     |

### Triple saut
| rang               | athlète           | prestation |
| ------------------ | ----------------- | ---------- |
| Médaille d'or      | Leopold Kapata    | 15,45 m    |
| Médaille d'argent  | Solomon Commey    | 14,88 m    |
| Médaille de bronze | Corentin Campener | 14,30 m    |

| rang               | athlète           | prestation |
| ------------------ | ----------------- | ---------- |
| Médaille d'or      | Sietske Lenchant  | 13,02 m    |
| Médaille d'argent  | Hanne Claes       | 12,62 m    |
| Médaille de bronze | Jolien Van Brempt | 12,51 m    |

### Saut en hauteur
| rang               | athlète            | prestation |
| ------------------ | ------------------ | ---------- |
| Médaille d'or      | Bram Ghuys         | 2,07 m     |
| Médaille d'argent  | Arne Peeters       | 2,04 m     |
| Médaille de bronze | Alexander Beeldens | 2,01 m     |

| rang               | athlète             | prestation |
| ------------------ | ------------------- | ---------- |
| Médaille d'or      | Hannelore Desmet    | 1,86 m     |
| Médaille d'argent  | Hanne Van Hessche   | 1,82 m     |
| Médaille de bronze | Marjolein Lindemans | 1,77 m     |

### Saut à la perche
| rang               | athlète           | prestation |
| ------------------ | ----------------- | ---------- |
| Médaille d'or      | Sebastien Hoffelt | 5,10 m     |
| Médaille d'argent  | Jonas De Meyer    | 5,00 m     |
| Médaille de bronze | Francois Gourmet  | 4,90 m     |

| rang               | athlète         | prestation |
| ------------------ | --------------- | ---------- |
| Médaille d'or      | Chloé Henry     | 4,20 m     |
| Médaille d'argent  | Aurélie De Ryck | 4,15 m     |
| Médaille de bronze | Elien De Vocht  | 3,80 m     |

## Résultats lancers

### Lancer du poids
| rang               | athlète           | prestation |
| ------------------ | ----------------- | ---------- |
| Médaille d'or      | Richard Revyn     | 16,76 m    |
| Médaille d'argent  | Jurgen Verbrugghe | 16,14 m    |
| Médaille de bronze | Ben Gettemans     | 15,63 m    |

| rang               | athlète              | prestation |
| ------------------ | -------------------- | ---------- |
| Médaille d'or      | Catherine Timmermans | 15,23 m    |
| Médaille d'argent  | Jolien Boumkwo       | 14,62 m    |
| Médaille de bronze | Sophie Verlinden     | 13,61 m    |

### Lancer du disque
| rang               | athlète        | prestation |
| ------------------ | -------------- | ---------- |
| Médaille d'or      | Philip Milanov | 55,44 m    |
| Médaille d'argent  | Edwin Nijs     | 52,35 m    |
| Médaille de bronze | Ben Gettemans  | 49,91 m    |

| rang               | athlète            | prestation |
| ------------------ | ------------------ | ---------- |
| Médaille d'or      | Veerle Blondeel    | 49,06 m    |
| Médaille d'argent  | Annelies Peetroons | 48,60 m    |
| Médaille de bronze | Anouska Hellebuyck | 46,62 m    |

### Lancer du javelot
| rang               | athlète               | prestation |
| ------------------ | --------------------- | ---------- |
| Médaille d'or      | Tom Goyvaerts         | 74,05 m    |
| Médaille d'argent  | Timothy Herman        | 73,46 m    |
| Médaille de bronze | Vincent Van Den Bosch | 68,76 m    |

| rang               | athlète          | prestation |
| ------------------ | ---------------- | ---------- |
| Médaille d'or      | Melissa Dupré    | 54,06 m    |
| Médaille d'argent  | Nafissatou Thiam | 45,17 m    |
| Médaille de bronze | Sarah Vermeir    | 44,74 m    |

### Lancer du marteau
| rang               | athlète            | prestation |
| ------------------ | ------------------ | ---------- |
| Médaille d'or      | Nicolas Pierre     | 64,20 m    |
| Médaille d'argent  | Walter De Wyngaert | 59,52 m    |
| Médaille de bronze | Tim De Coster      | 58,32 m    |

| rang               | athlète           | prestation |
| ------------------ | ----------------- | ---------- |
| Médaille d'or      | Jolien Boumkwo    | 58,67 m    |
| Médaille d'argent  | Patricia Blondeel | 54,72 m    |
| Médaille de bronze | Irina Sustelo     | 53,95 m    |

## Sources
- Ligue Belge Francophone d'Athlétisme
- Résultats